# 다키모토 마코토
다키모토 마코토(일본어: 瀧本 誠, 1974년 12월 8일~)는 일본의 유도 선수, 종합격투기 선수이다.  2000년 하계 올림픽에서 하프미들급 금메달을 획득했다.